# دریاچه زوگ
دریاچه زوگ (آلمانی: Zugersee)

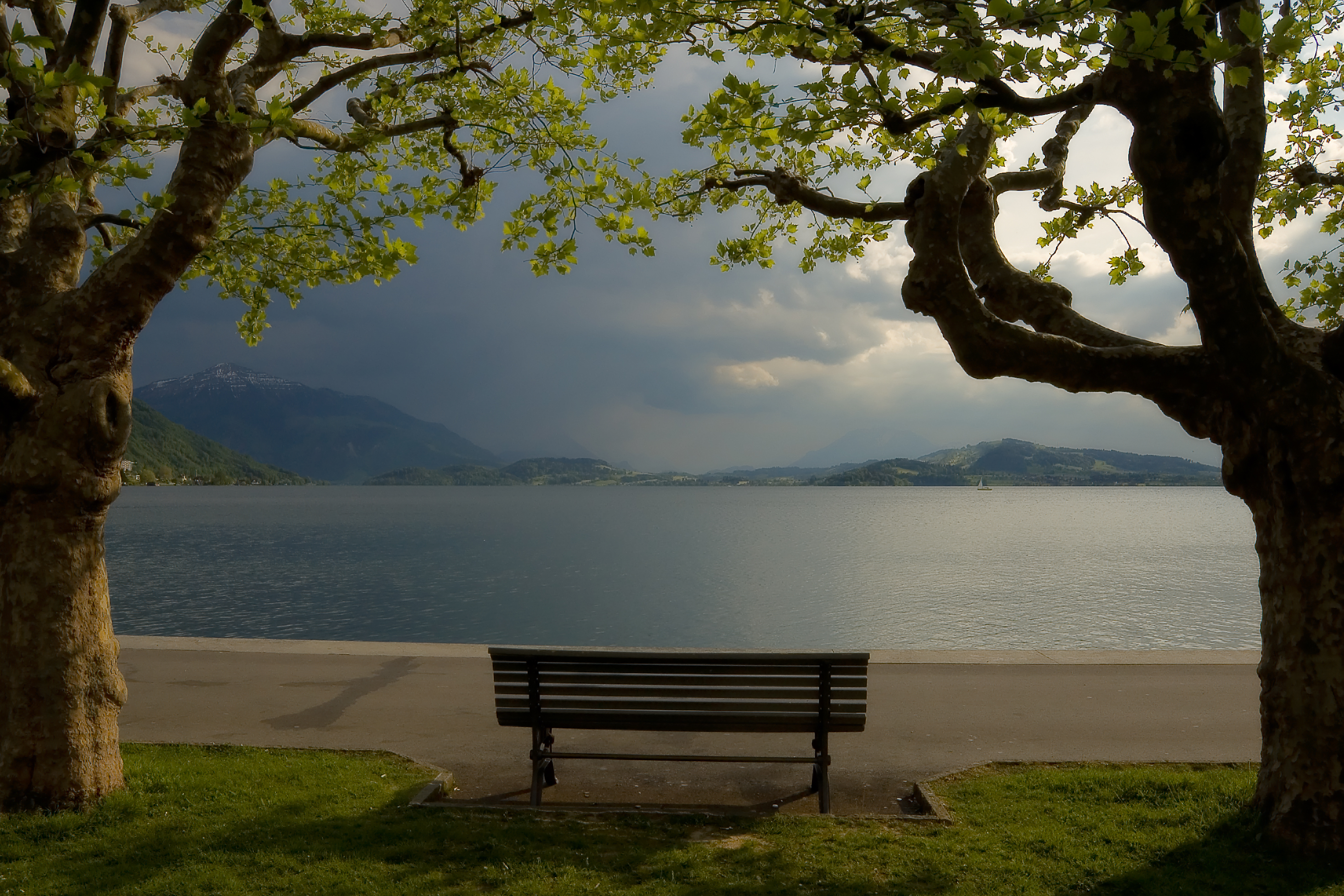
نمایی از دریاچه

یک دریاچه در سوئیس است که بین لوسرن و زوریخ واقع شده است.